# Bryum bulbillicaule
Bryum bulbillicaule är en bladmossart som beskrevs av C. Müller 1879. Bryum bulbillicaule ingår i släktet bryummossor, och familjen Bryaceae. Inga underarter finns listade i Catalogue of Life.